# Chapelle de la Trinité de Melgven
La chapelle de la Trinité est un édifice situé sur le territoire de la commune de Melgven, dans le département du Finistère, en région Bretagne.

## Description
L'entrée de la chapelle présente une grande porte percée dans le pignon qui supporte le clocher. Le tympan est sculpté d'un groupe de la Trinité accompagné d'anges tenant des banderoles. L'escalier du clocher est isolé et donne accès, par une passerelle, à la chambre des cloches.

## Historique
La chapelle est classée au titre des monuments historiques par arrêté du 21 décembre 1914.

## Galerie

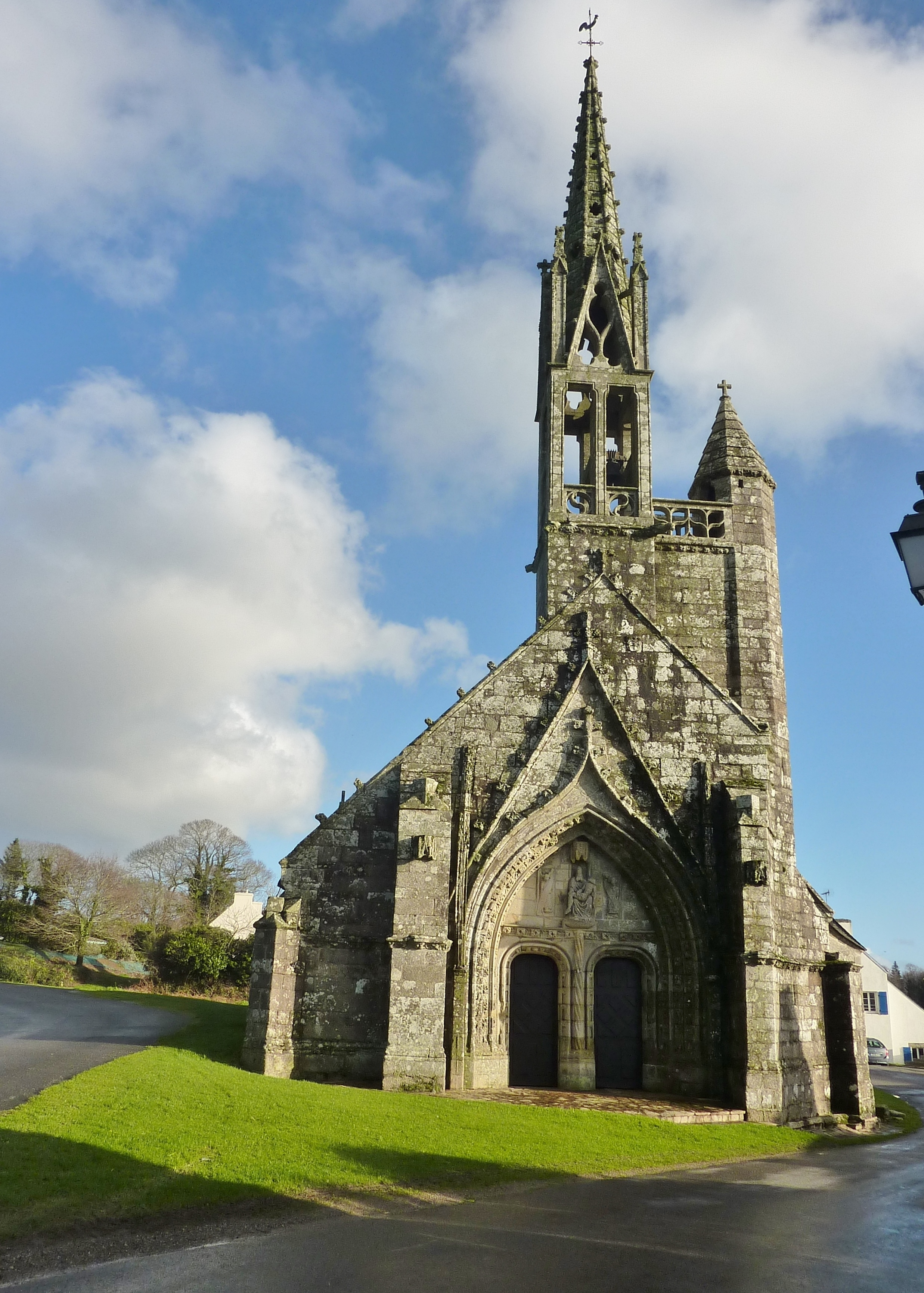
Chapelle de la Trinité, vue d'ensemble de la façade.
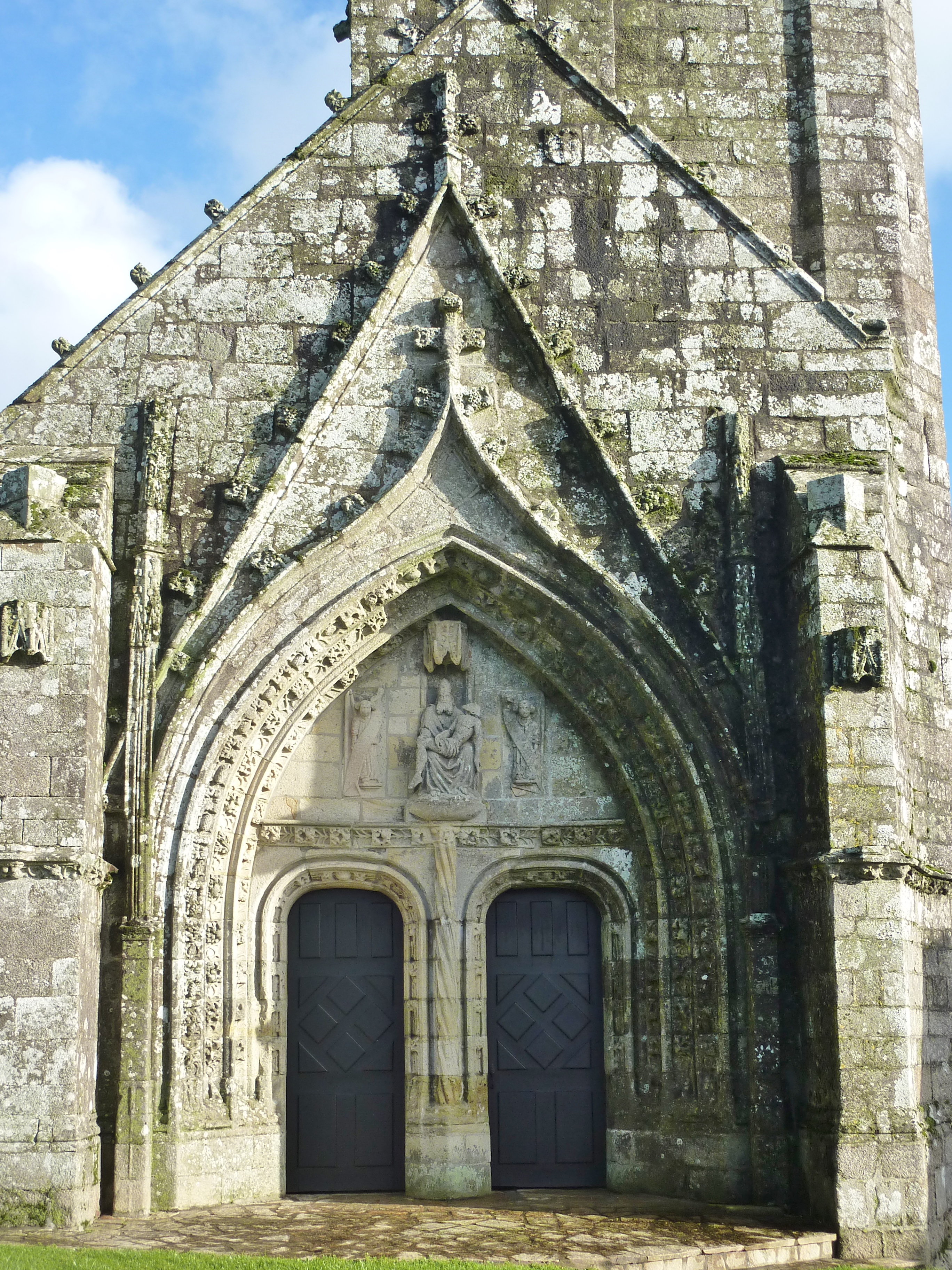
Portail d'entrée de la façade de la chapelle.
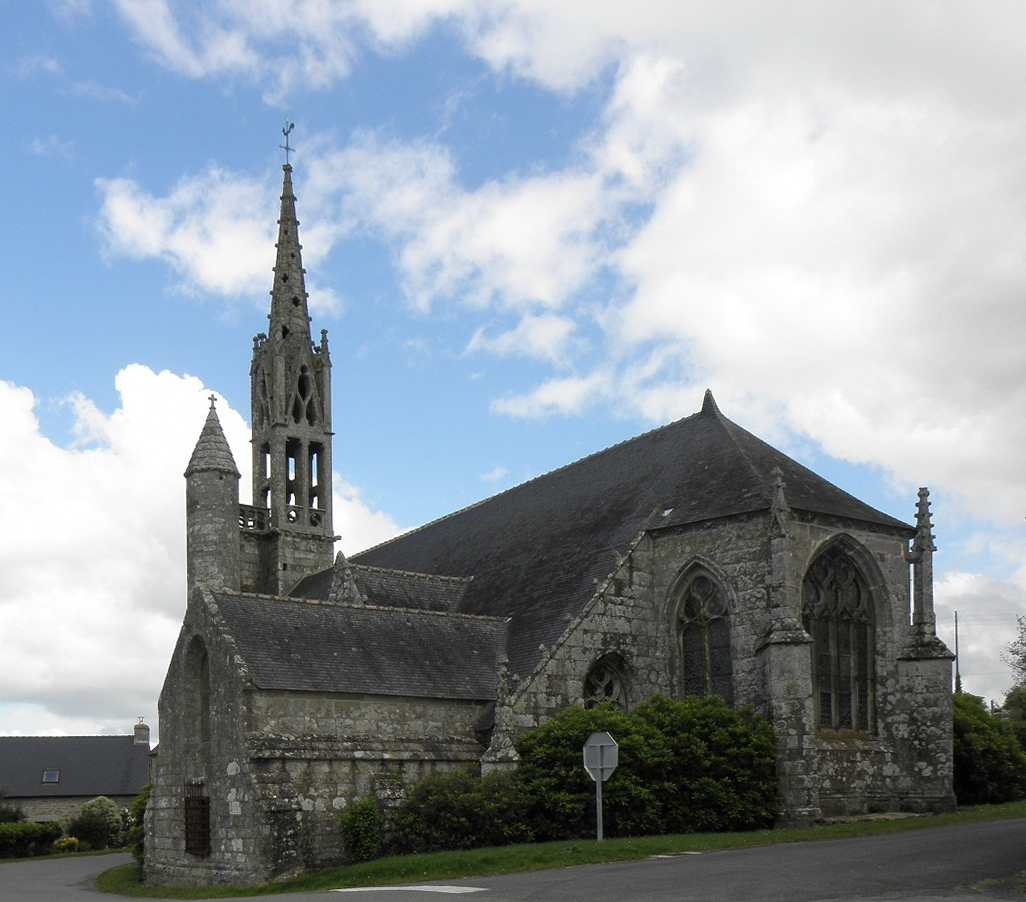
Clocher, sacristie et chevet de la chapelle.
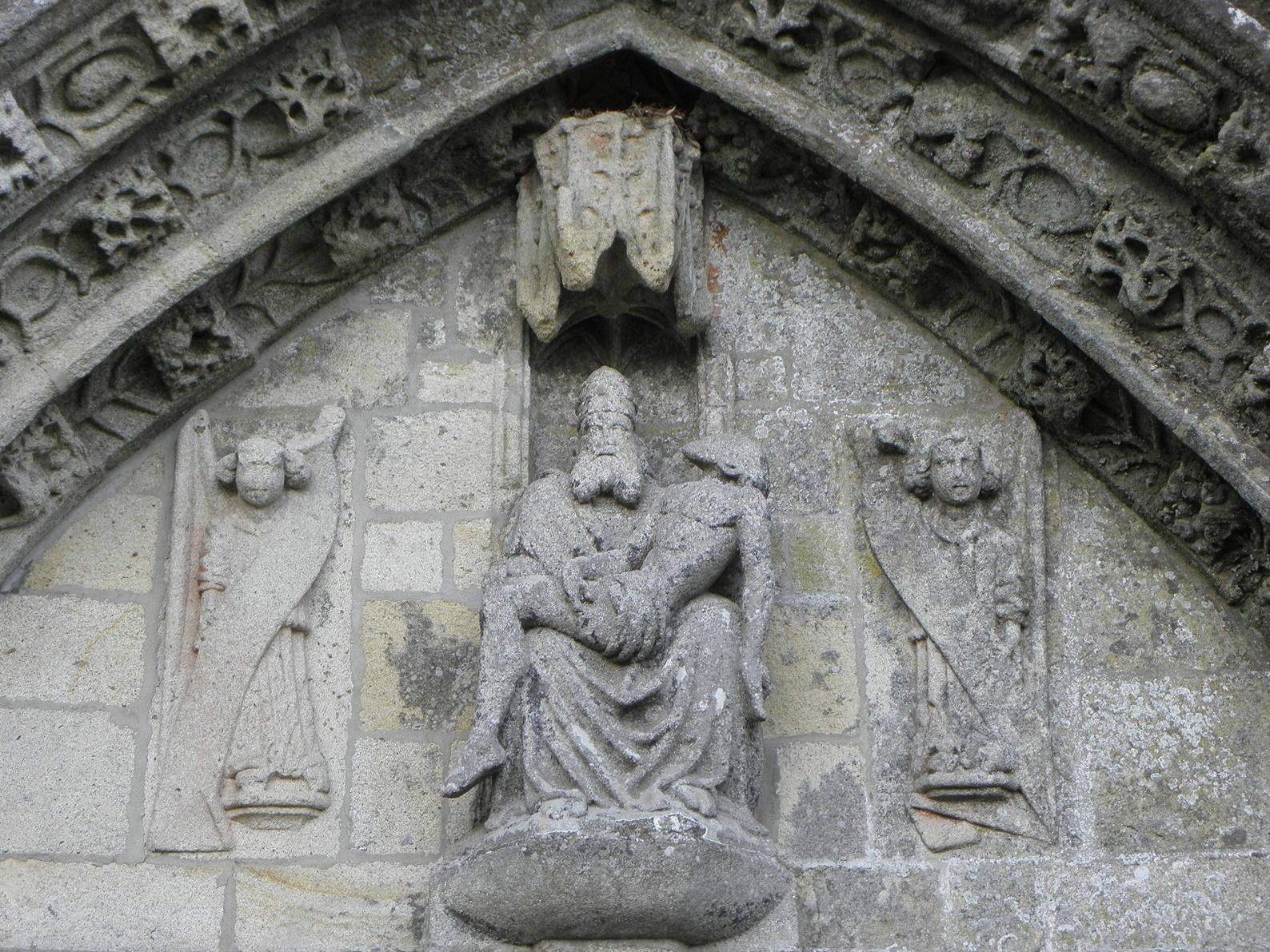
Statue de la Trinité au tympan du portail occidental.